# Změna klimatu a genderové otázky

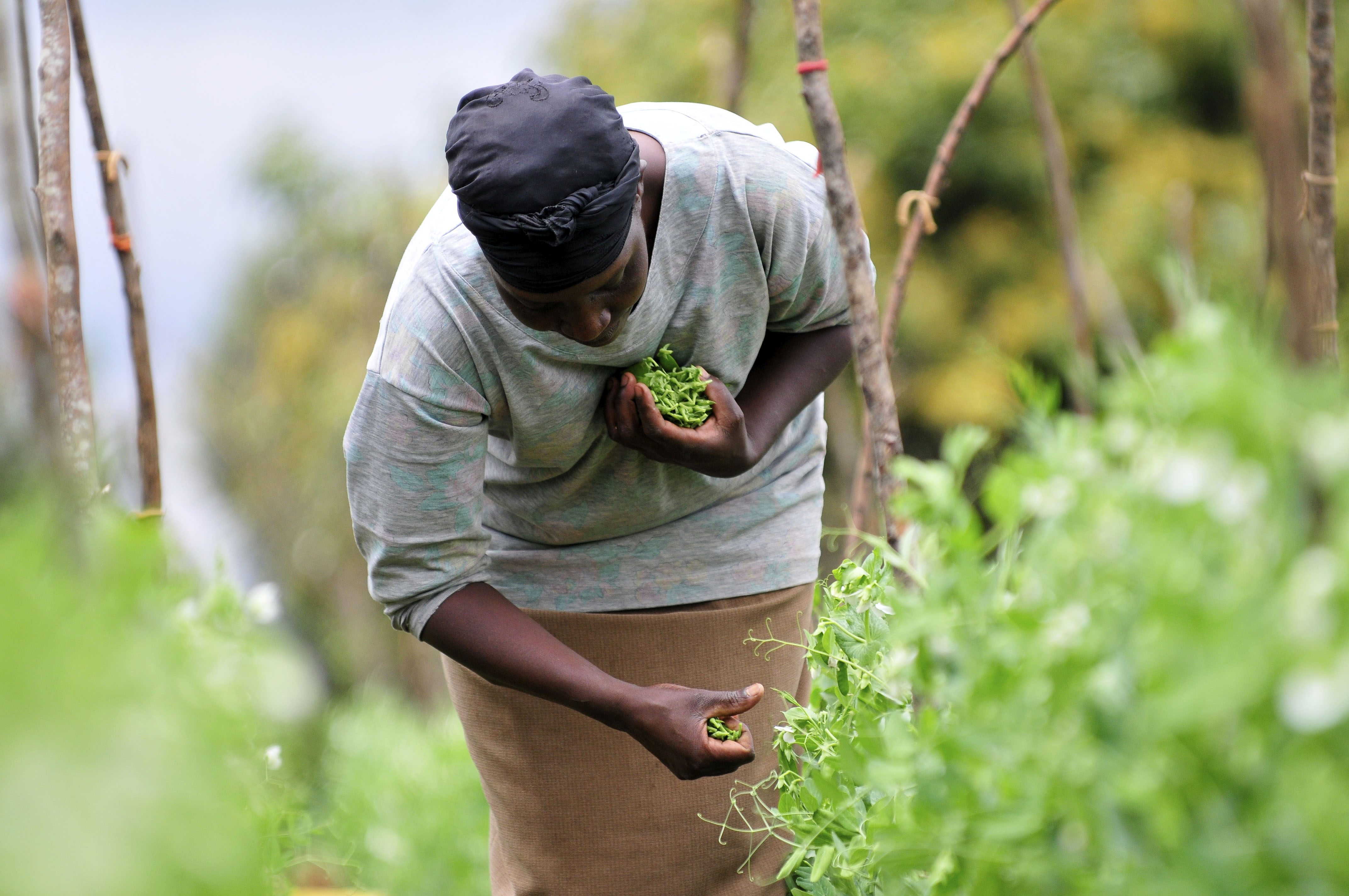
Farmářka v Keni při sklizni. Farmářky na malých farmách jsou důležitými dodavateli potravin pro komunity na celém světě, zejména na globálním Jihu. Ženy často čelí omezením v přístupu ke zdrojům a půdě a malé farmy se hůře přizpůsobují klimatickým změnám.

Změna klimatu a genderové otázky ukazuje interpretace rozdílných dopadů změny klimatu na muže a ženy, který vychází ze sociální konstrukce genderových rolí a vztahů. Změna klimatu zvyšuje genderovou nerovnost, snižuje schopnost žen být finančně nezávislé a má celkově negativní dopad na sociální a politická práva žen, zejména v ekonomikách, které jsou do značné míry založeny na zemědělství. V mnoha případech nerovnost mezi pohlavími znamená, že ženy jsou vůči negativním dopadům změny klimatu zranitelnější, což je dáno genderovými rolemi, zejména v rozvojovém světě, které znamenají, že ženy jsou často závislé na přírodním prostředí, pokud jde o obživu a příjem. Tím, že změna klimatu dále omezuje již tak omezený přístup žen k fyzickým, sociálním, politickým a daňovým zdrojům, často zatěžuje ženy více než muže a může prohloubit stávající nerovnost mezi pohlavími.
Rozdíly mezi muži a ženami byly zjištěny také v souvislosti s informovaností o změně klimatu, jejími příčinami a reakcí na ni a mnoho zemí vypracovalo a zavedlo strategie a akční plány v oblasti změny klimatu založené na genderovém hledisku. Například vláda Mosambiku přijala počátkem roku 2010 strategii a akční plán v oblasti genderu, životního prostředí a změny klimatu, a to jako první vláda na světě.
Analýza genderu v souvislosti se změnou klimatu se však neomezuje pouze na ženy. Znamená to také, že se na soubory kvantitativních dat nepoužívá pouze binární systém analýzy muž/žena, ale že se zkoumají také diskurzivní konstrukce, které utvářejí mocenské vztahy související se změnou klimatu, a že se zvažuje, jak se gender jako sociální faktor, který ovlivňuje reakce na změnu klimatu, prolíná s dalšími proměnnými, jako je věk, kasta, rodinný stav a etnický původ. Tato binárnost také vylučuje osoby, které jsou součástí komunity LGBTQ+, a ty, které jsou nebinární a nezapadají do genderových norem.

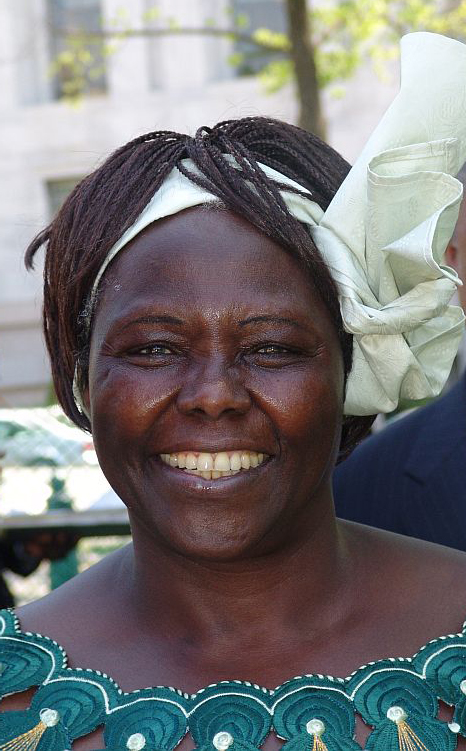
„Ženy mají klíč k budoucnosti klimatu“ – Wangari Maathaiová

## Veřejné mínění a akce
Studie provedená mezi mladými lidmi ve Finsku ukazuje, že obavy ze změny klimatu mají větší vliv na spotřebu šetrnou ke klimatu u žen než u mužů. To může být náhodně způsobeno rozdíly ve vnímání změny klimatu. Ženy spíše souhlasí s vědeckým názorem, že za změnu klimatu jsou zodpovědné především antropogenní emise skleníkových plynů (muži: 56 %, ženy: 64 %), a jsou více znepokojeny jejími důsledky: 29 % mužů a 35 % žen v USA se „velmi obává globálního oteplování“.
V roce 2016 byla provedena další studie s muži a ženami z Brazílie a Švédska, jejímž cílem bylo změřit a prověřit vliv pohlaví a politické orientace na vnímání klimatických změn. Data byla shromážděna prostřednictvím online dotazníků od 367 účastníků z Brazílie, které tvořilo 151 mužů a 216 žen, a 221 účastníků ze Švédska, kde bylo 75 mužů a 146 žen. Výsledky studie ukázaly silnou pozitivní korelaci mezi konzervativními muži a popíráním změny klimatu v obou skupinách (rŠvédsko = .22, rBrazílie = .19), což naznačuje, že muži (obvykle s konzervativní politickou orientací) častěji popírají existenci změny klimatu. U žen v obou skupinách byly většinou zjištěny opačné výsledky, což naznačuje, že ženy častěji věří v existenci změny klimatu.
Studie publikovaná v roce 2020 zjistila, že existují také rozdíly ve strategiích vyrovnávání se s klimatickými změnami. Studie provedená mezi zemědělci pěstujícími rýži v íránské provincii Mazandarán zjistila, že muži se přiklánějí k názoru, že lepším způsobem zvládání klimatických rizik jsou lepší techniky pro konzervační hospodaření na půdě, zatímco ženy se domnívají, že nejdůležitějším způsobem adaptace je vzdělání, protože mohou zjistit, jaké jsou lepší techniky a technologie, jak čelit klimatickým rizikům.
Klíčovým faktorem umožňujícím adaptaci na změnu klimatu je přístup k užitečným informacím o klimatu, avšak v subsaharské Africe byl zjištěn genderově podmíněný přístup k informacím, přičemž ženy mají horší přístup k informacím o klimatu. Ve studii zveřejněné v roce 2020 o drobných pěstitelích cukrové třtiny v Malawi bylo zjištěno, že více žen než mužů nemá přístup k informacím o předpovědích, které by jim pomohly při rozhodování o adaptaci. Genderově podmíněný přístup k informacím o klimatu a jejich preference mohou souviset s rozdílným rodinným stavem a také s úrovní vzdělání a gramotnosti žen a mužů.
Příspěvek ke změně klimatu – prostřednictvím emisí skleníkových plynů – souvisí s pohlavím. Studie o používání automobilů ve Švédsku například zjistila, že muži ve srovnání se ženami pravděpodobně používají automobil více, na delší vzdálenosti a sami, čímž vypouštějí více oxidu uhličitého.

Očekávaná délka života žen versus úmrtnost na neinfekční nemoci, OWID

## Zranitelnost

### Katastrofy

#### Míra úmrtnosti
Studie London School of Economics zjistila, že při přírodních katastrofách ve 141 zemích korelují rozdíly v počtu úmrtí mezi pohlavími s ekonomickými a sociálními právy žen v těchto zemích. Vzhledem ke svému sociálnímu postavení se ženy v rozvojových zemích obvykle neučí dovednostem pro přežití, jako je plavání nebo horolezectví, což znamená, že při přírodních katastrofách častěji umírají. Když mají ženy méně práv a méně moci ve společnosti, umírá jich v důsledku klimatických změn více, ale když jsou práva všech skupin stejná, úmrtnost je vyrovnanější.

#### Sexuální zneužívání a přenos nemocí
Přírodní katastrofy narušují každodenní rutinu a komplikují genderové a rodinné role, což může u obětí přírodních katastrof vyvolat pocit bezmoci a frustrace. Tyto pocity často vedou k agresi vůči slabším skupinám. Ženy a děti v rozvinutých i rozvojových zemích jsou během přírodních katastrof a po nich vystaveny vyššímu riziku sexuálního zneužívání než dříve. V některých oblastech indické delty Sundarbans se po ničivých následcích cyklónu Amphan a pokračujícím stresu způsobeném COVID-19 zvýšil počet případů dětských sňatků a obchodování s lidmi za účelem sexuálního zneužívání, což ovlivnilo životy mladých dívek. Používání kondomů během katastrof je také nižší než jindy, a to z důvodu zhoršeného přístupu ke kondomům. V kombinaci se zrychleným šířením nemocí a infekcí v rozvojových zemích vedl rozpad společenského řádu a podvýživa, která někdy provází klimatické změny, k vyšší míře přenosu horečky dengue, malárie, HIV a pohlavně přenosných chorob, zejména u žen. Starší ženy jsou také obzvláště ohroženy během přírodních katastrof a v době krize, protože jsou náchylnější ke klimaticky vyvolaným zdravotním rizikům, jako jsou nemoci, a protože jsou často izolovány od sociální podpory, ke které mají přístup muži a některé mladší ženy.

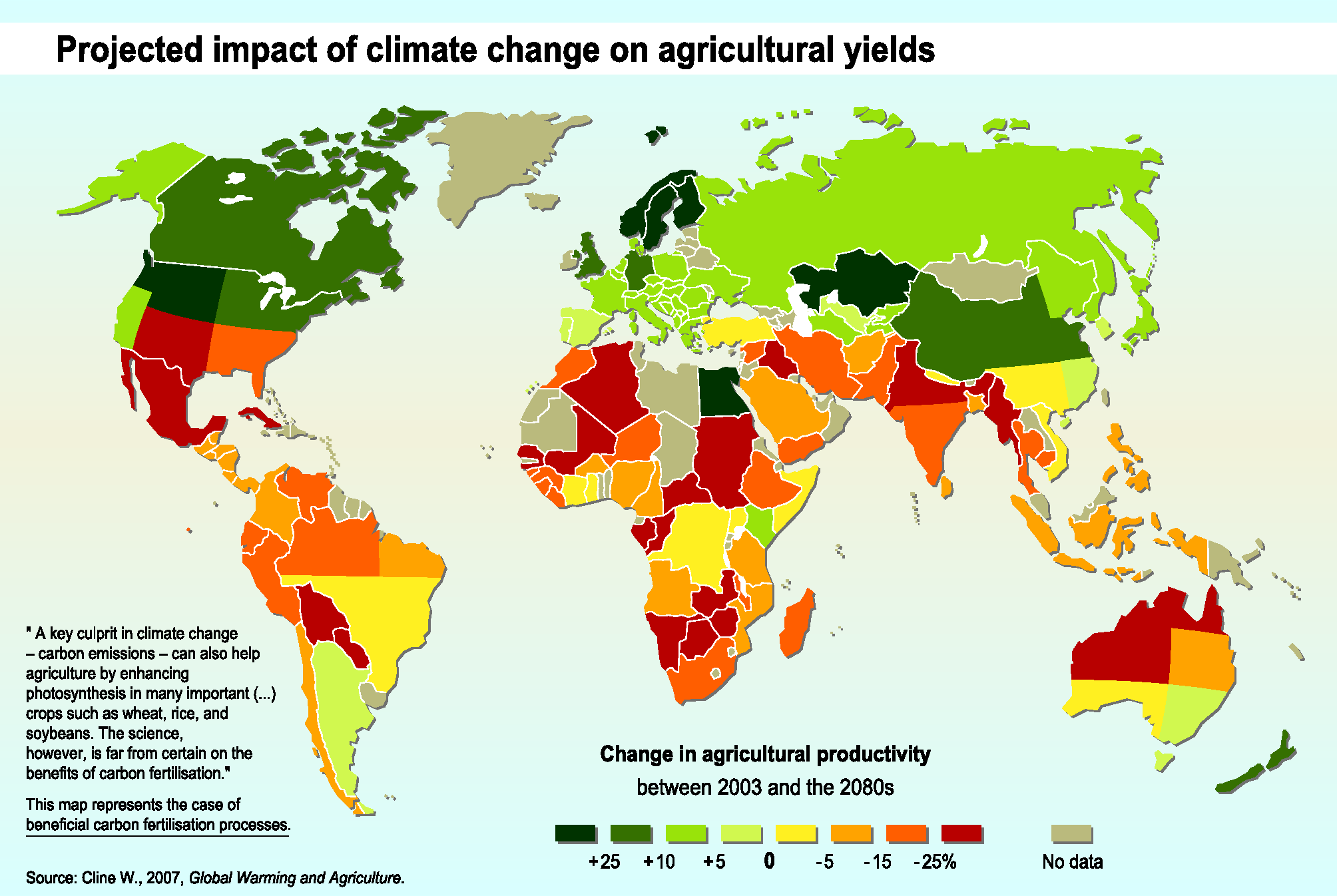
Předpokládaný dopad změny klimatu na zemědělské výnosy do roku 2080 ve srovnání s rokem 2003 (Cline, 2007).

### Zemědělství
Chudí a nemajetní lidé jsou existenčně a příjmově závislí na životním prostředí a jeho přírodních zdrojích; výzkumy chudoby ukazují, že mnoho chudých jsou ženy, protože jako skupina mají menší společenskou moc. Mnoho žen v rozvojových zemích pracuje v zemědělství, přitom ženy jako skupina mají problémy se získáním vzdělání, příjmu, půdy, hospodářských zvířat a technologií, což znamená, že změna klimatu může mít na zemědělce větší negativní dopad než na muže, protože ještě více omezuje jejich zdroje. V roce 2009 produkovaly ženy 60 až 80 % všech potravin v rozvojovém světě, přestože vlastnily pouze deset procent veškeré zemědělské půdy a přibližně dvě procenta pozemkových práv.

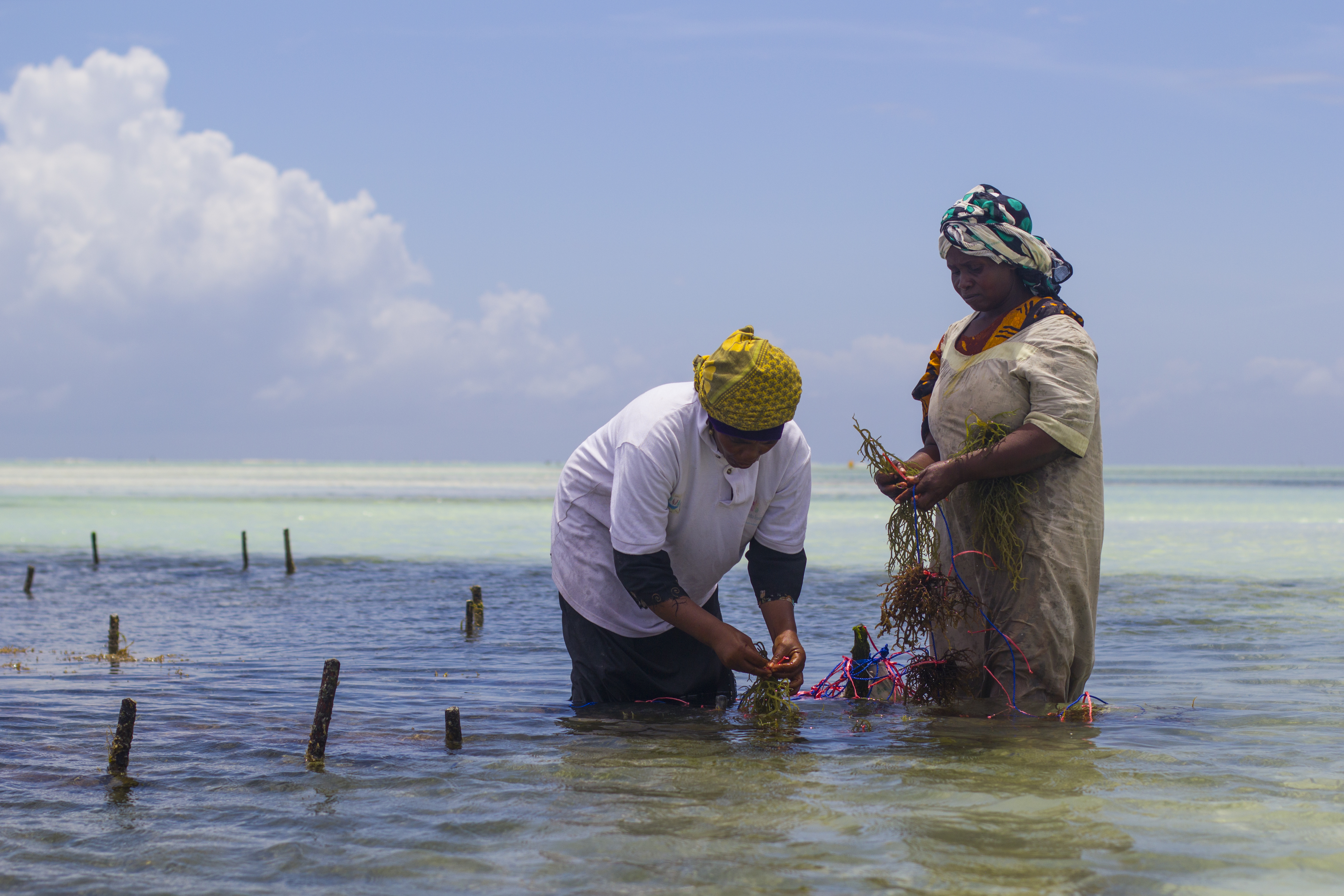
Mwanaisha Makame a Mashavu Rum, které se již 20 let věnují pěstování mořských řas na krásném ostrově Zanzibar, se brodí odlivem ke své farmě. Ženy představují významnou část pracovníků v zemědělství, na které má změna klimatu dopad.

S oteplováním planety a změnou přístupu k vodě mají výnosy plodin tendenci klesat. Tyto dopady nejsou rovnoměrné a největší dopad mají na oblasti světa, kde je ekonomika závislá na zemědělství a kde je klima citlivé na změny. V rozvojových zemích mají ženy často na starosti získávání vody, palivového dřeva a dalších zdrojů pro své rodiny, ale tyto zdroje jsou přímo ovlivněny změnou klimatu, což znamená, že ženy musí cestovat dál a pracovat déle, aby se k nim dostaly v době krize. Změna klimatu zvyšuje zátěž, kterou na ženy klade společnost, a dále omezuje jejich přístup ke vzdělání a zaměstnání. Měnící se klima má nepříznivé dopady na zemědělskou produkci; například v indické deltě řeky Mahánadí to donutilo muže-zemědělce migrovat a přenechat odpovědnost za obdělávání malých pozemků ženám ve „stále nejistějších klimatických podmínkách“.
Silné genderové normy týkající se rolí a přístupu ke zdrojům v polopouštních regionech často omezují podnikání žen na klimaticky exponovaná odvětví, zejména zemědělství, ale také omezují možnosti, které mají ženy při budování odolnosti v rámci svého podnikání. Navzdory těmto omezením a nutnosti řešit nerovnosti mohou ženy podnikatelky využít značnou adaptační kapacitu a využít nové příležitosti.
Ze zprávy Organizace OSN pro výživu a zemědělství vyplývá, že ženy zemědělkyně budou v důsledku změny klimatu více postiženy nedostatkem potravin. Přestože představují 43 % zemědělců v rozvojových zemích, je pro ženy-zemědělkyně obtížné konkurovat mužům-zemědělcům. Důvodem je jejich povinnost být více přítomny doma a omezení přístupu k tržním úvěrům. Kromě toho ženy obvykle neinvestují více peněz do odvětví, která by mohla zvýšit produktivitu zemědělství. Dokumentace FAO o ženách a zemědělství z roku 2011 potvrzuje, že „překážky, kterým ženy zemědělkyně čelí, znamenají, že dosahují nižších výnosů než jejich mužské protějšky... Přesto jsou ženy v zemědělství stejně dobré jako muži. Solidní empirické důkazy ukazují, že pokud by ženy zemědělkyně využívaly na půdě, kterou obhospodařují, stejnou úroveň zdrojů jako muži, dosahovaly by stejné úrovně výnosů“.

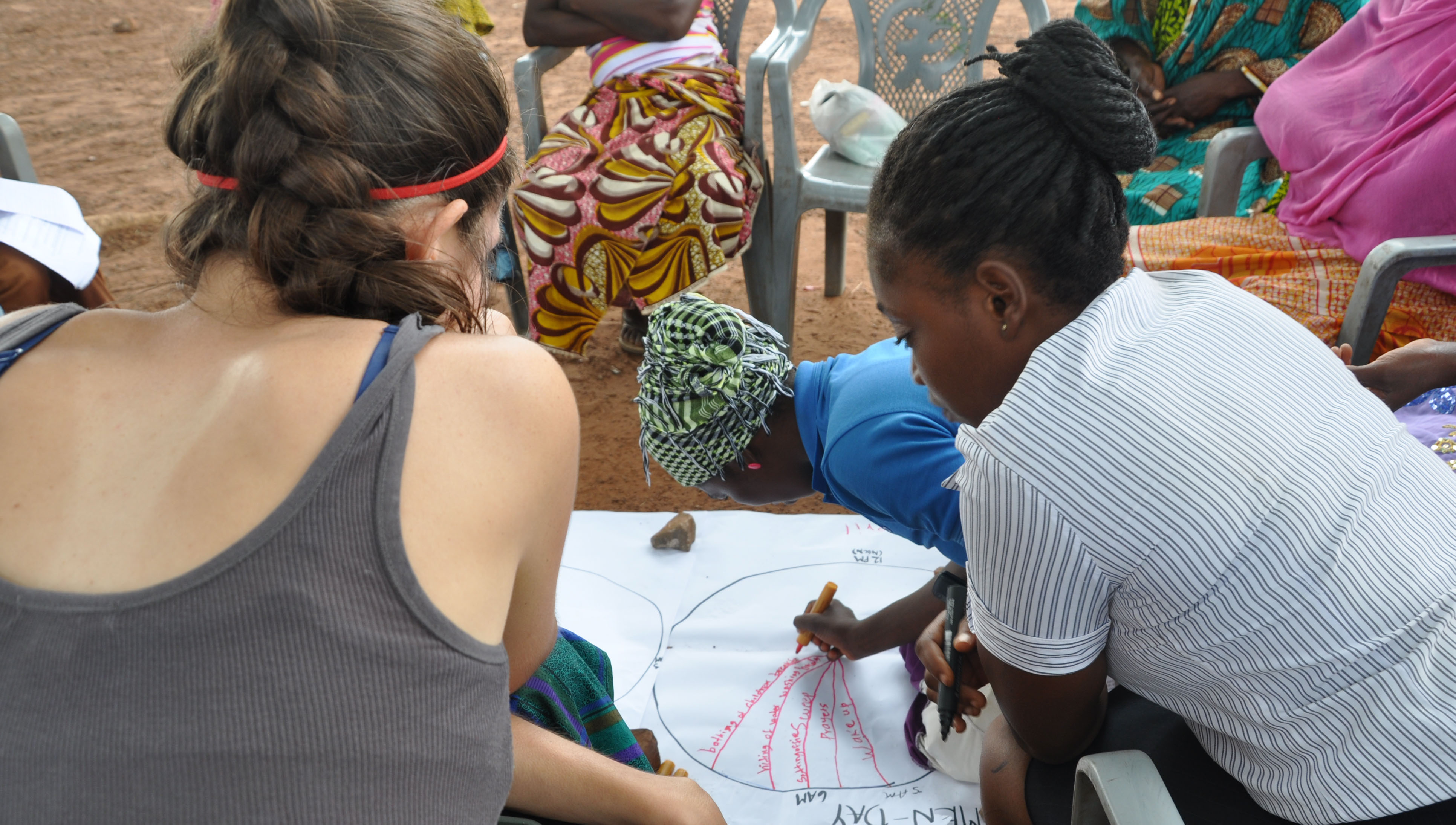
Ghanské ženy účastnící se výzkumného programu zaměřeného na genderové a sociální informace zemědělců a jejich zkušenosti se změnou klimatu.

### Nárůst nerovností
Pátá hodnotící zpráva IPCC dochází k závěru, že existují „pádné důkazy“ o nárůstu nerovností mezi muži a ženami v důsledku klimatických jevů, jakož i o přetrvávání rozdílné zranitelnosti. Nárůst nerovností v důsledku změny klimatu může mít několik příčin. Například dívky často čelí vážnějším rizikům než chlapci v důsledku nerovnoměrného rozdělení omezených zdrojů v domácnosti. Tento efekt je umocněn nedostatkem zdrojů vyvolaným změnou klimatu. Kromě toho změna klimatu často vede k nárůstu odchodu mužů do zahraničí. Ženám tak v domácnosti zůstává zvýšená pracovní zátěž, což vede k feminizaci odpovědnosti. Předpokládá se, že změna klimatu zvýší četnost a rozsah přírodních katastrof, jako jsou extrémní vedra. Během těchto katastrof a po nich jsou zejména ženy zatíženy zvýšenou péčí o děti, nemocné a staré lidi, což jim navíc přidává již tak značný objem domácích povinností. Ženy mají také tendenci darovat potraviny v době jejich nedostatku, čímž jsou zranitelnější vůči zdravotním, sociálním a psychickým škodám.

### Energetická chudoba
Energetická chudoba je definována jako nedostatečný přístup k cenově dostupným udržitelným energiím a geograficky je nerovnoměrně rozložena v rozvojových i rozvinutých zemích. V roce 2019 bylo podle odhadů 770 milionů lidí bez přístupu k elektřině, z toho přibližně 95 % v Asii a subsaharské Africe.
V rozvojových zemích jsou energetickou chudobou významně postiženy chudé ženy a dívky žijící na venkově, protože jsou obvykle zodpovědné za zajištění primární energie pro domácnosti, v rozvinutých zemích jsou energetickou chudobou postiženy především staré ženy žijící osaměle, a to z důvodu nízkých příjmů a vysokých nákladů na energetické služby.
Přestože je přístup k energii důležitým nástrojem adaptace na změnu klimatu, zejména pro udržení zdraví (tj. přístup ke klimatizaci, informacím atd.), systematický přehled zveřejněný v roce 2019 zjistil, že výzkum nezohledňuje tyto dopady na zranitelné skupiny obyvatel, jako jsou ženy.